# Kvitskarvhalsen
Kvitskarvhalsen är ett bergspass i Antarktis. Det ligger i Östantarktis. Norge gör anspråk på området. Kvitskarvhalsen ligger 2 351 meter över havet.
Terrängen runt Kvitskarvhalsen är huvudsakligen kuperad, men den allra närmaste omgivningen är platt. Trakten är obefolkad. Det finns inga samhällen i närheten. 